# نیروگاه هسته‌ای استراوتس
نیروگاه هسته‌ای استراوتس (به لاتین: Astravets Nuclear Power Plant) یک نیروگاه هسته‌ای در بلاروس است که در Varniany واقع شده‌است.